# Victor Kuhr
James Victor Kuhr, född 1882, död 1948, var en dansk filosof.
Kuhr blev filosofie doktor 1912 med avhandlingen Det pædagogiske System i Comenius Didactica magna och 1918 professor i filosofi vid Köpenhamns universitet. Kuhr försökte i Herakleitos fra Ephesos (1917) rekonstruera Herakleitos filosofi. Senare sysslade han med estetisk-psykologiska frågor med verk som Æstetisk Opleven og kunstnerisk Skaben (1927). Kuhr utgav tillsammaans med P. A. Heiberg Søren Kierkegaards Papirer från 1909. Han medverkade under signaturen V.K-r i Svensk uppslagsbok.